# Mes courants électriques
Mes vourants électriques là album thứ hai của Alizée. Nó được phát hành vào 18 tháng 3 năm 2003. Mặc dù không thành công như album trước đó, Gourmandises, album này vẫn bán được hơn 200,000 bản trong ba tháng kể từ khi ra mắt. Trên toàn thế giới, nó bán được hơn 1 triệu bản. Không như album trước đó, chủ yếu bằng tiếng Pháp, album này có tiếng Anh cho bốn bài hát. Như album đầu tiên, sản phẩm này là của Mylene Farmer và đối tác Laurent Boutonnat và không có sự tham gia của Alizée.
Không như các album trước đó, album này đã được địa phương hóa cho các vùng, với đôi chút khác biệt về nội dung. Bản tiếng Pháp không chứa bất kỳ track nào của tiếng Anh, khi mà bản quốc tế có bốn bài tiếng Anh. Bản tiếng Nhật của "J'en Ai Marre" là "Mon Bain de Mousse". Ở Đài Loan và Hồng Kông, và các vùng nói tiếng Trung khác ở châu Á, album này bán dưới dạng bộ 2 đĩa, với một Enhanced CD, không xem được trên các đầu DVD/VCD, thể hiện các đoạn video "Moi... Lolita" và "I'm Fed Up".

## Danh sách track

### Phiên bản tiếng Pháp
1. "J'en ai marre!" – 5:12
2. "A contre-courant" – 4:32
3. "Toc de mac" – 4:29
4. "Amélie m'a dit" – 3:51
5. "C'est trop tard" – 4:43
6. "Tempête" – 4:42
7. "J'ai pas vingt ans!" – 4:23
8. "Hey ! Amigo !" – 3:54
9. "L'e-mail a des ailes" – 4:10
10. "Youpidou" – 4:09
11. "Cœur déjà pris" – 4:16

### Phiên bản Quốc tế
1. I'm fed up!
2. A contre-courant
3. Toc de mac
4. Amelie
5. C'est trop tard
6. Tempête
7. I'm not twenty!
8. Hey! Amigo!
9. L'e-mail a des ailes
10. Youpidoo
11. Cœur déjà pris
12. J'en ai marre!
13. Amélie m'a dit
14. J'ai pas vingt ans!
15. Youpidou

### Phiên bản tiếng Nhật
1. Mon bain de mousse
2. A contre-courant
3. Toc de mac
4. Amélie
5. C'est trop tard
6. Tempête
7. I'm not twenty!
8. Hey! Amigo!
9. L'e-mail a des ailes
10. Youpidoo
11. Cœur déjà pris
12. Mon bain de mousse

## Đơn ca
1. J'en Ai Marre!
2. I'm Fed Up
3. A Contre Courant
4. J'ai Pas Vingt Ans
5. I'm Not Twenty

Thêm vào đó, Amélie m'a dit được sử dụng để quảng cáo album tới Alizée En Concert. Vì lý do này, bản video cũng được phát hành.

## Đánh giá

### Amazon
"...Alizee has a stunning, sexy voice, and most of these songs convey that very well..."